# Vịt đầu đen Nam Mỹ
Vịt đầu đen Nam Mỹ, tên khoa học Heteronetta atricapilla, là một loài chim trong chi đơn Heteronetta, thuộc họ Vịt.